# Martin Nduwimana
Martin Nduwimana (1958) was van 29 augustus 2005 tot 7 november 2007 eerste vicepresident van Burundi. Hij is een Tutsi, lid van de partij Union for National Progress (UPRONA). Hij komt oorspronkelijk uit de gemeente Mugamba in de provincie Bururi.
President Pierre Nkurunziza benoemde Nduwimana op 29 augustus 2005 tot eerste vicepresident. In het parlement van Burundi werd de benoeming bevestigd met 108 stemmen vóór en één onthouding, in de Senaat met 47 stemmen vóór en 1 tegen. Nduwimana werd meteen beëdigd.
Op 7 november 2007 kondigde Nduwimana aan dat hij zich terugtrok als eerste vicepresident en dat Nkurunziza zijn ontslag aanvaard had. Het ontslag volgde op de afkeurende geluiden binnen UPRONA dat Nduwimana onvoldoende in staat zou zijn de partijbelangen in de regering te vertegenwoordigen. Op 9 november werd Nduwimana opgevolgd door Yves Sahinguvu, eveneens van UPRONA.